# Nördlicher Bandmolch
Der Nördliche Bandmolch (Ommatotriton ophryticus) ist eine in Kleinasien verbreitete Amphibien-Art aus der Familie der Echten Salamander (Salamandridae).

## Merkmale
Der Nördliche Bandmolch ist eine große Molchart. Meist erreicht er eine Länge bis 14,5 Zentimeter, maximal bis 18 Zentimeter. Ein silber-weißes, breites Längsband mit schwarzer Umrandung verläuft auf beiden Seiten von den Augen bis zum Hinterbeinansatz. Der Bauch ist orange-gelb bis orange-rot gefärbt und kann dunkle Flecken aufweisen. Männchen sind größer als Weibchen. Das Paarungskleid der Männchen ist besonders auffällig und prächtig, weshalb diese Art für Dieter Glandt die „schönste Art in der Gruppe der Wassermolche“ (frühere Sammelgattung Triturus) ist. Im Paarungskleid haben die Männchen einen Kamm auf dem Rücken, der bis zu 3 Zentimeter hoch, tief und spitz gezackt sowie abwechselnd schwarz-braun und gelb senkrecht gestreift ist. Auf der Höhe der Hinterbeine weist der Kamm eine tiefe Einbuchtung auf und wird durch einen Schwanzsaum fortgesetzt. Dieser ist mittelhoch und seine Zacken sind abgerundet und gröber. Bei Jungtieren sind im ersten Lebensjahr helle Schläfenflecke vorhanden.

## Vorkommen
Das Areal des Nördlichen Bandmolches besteht aus zwei getrennten Teilen. Das größere Teilareal erstreckt sich vom Nordosten der Türkei um das Schwarze Meer bis zum Nordwesten des Kaukasus, das kleinere Teilareal befindet sich im Nordwesten Anatoliens.
Die vertikale Verbreitung der Art erstreckt sich von ungefähr Meereshöhe in Ebenen nahe der Küste bis in Höhenlagen von 2000 Meter NN im Kaukasus. Als Lebensraum wurden Küstenniederungen, bewaldete Berghänge sowie (sub-)alpine Wiesen festgestellt. Manchmal wurde die Art auch in Karsthöhlen angetroffen. Laichgewässer sind schwach fließende und stehende Gewässer wie Gräben, Altarme, Pfützen, Bäche und deren Kolke, Seen und Karsttrichter.

## Systematik
Es werden zwei Unterarten unterschieden:
- Ommatotriton ophryticus ssp. ophryticus kommt im Nordwesten des Kaukasus in Russland und Georgien, in Armenien sowie an der Schwarzmeerküste im Nordosten der Türkei vor.

- Ommatotriton ophryticus ssp. nerstovi ist in Anatolien anzutreffen.

## Lebensweise
Das Regime der Temperatur und des Niederschlags sind sehr wichtig für den Beginn und das Ende der Aktivität dieser Art, insbesondere für den Wasseraufenthalt. Im Kaukasus wurde eine Fortpflanzungsperiode von März bis maximal Juli, meist nur bis April oder Mai, festgestellt. Hier überwintert die Art ab Oktober sechs Monate lang. Im Gegensatz dazu sind die Tiere an der Schwarzmeerküste in der Türkei teilweise ganzjährig aktiv.
Das Paarungsverhalten stimmt mit dem der Triturus-Arten fast überein. Die Männchen sind jedoch auffällig aggressiv, was bei keiner anderen in Europa vorkommenden Wassermolch-Art der Fall ist. Sie besetzen Reviere, die gegen andere Männchen verteidigt werden. Diese Verteidigung besteht anfangs aus Drohungen. Werden diese ignoriert, beginnt der Inhaber des Reviers zu beißen. Heftige Kämpfe, die in einzelnen Fällen tödlich enden, können sich zwischen Männchen an den Reviergrenzen ereignen.
Im Kaukasus wurde je Weibchen eine durchschnittliche Eizahl von 90 bis 100 festgestellt. Die Eier werden an Wasserpflanzen oder Falllaub abgelegt. Junge Larven ernähren sich zunächst von Kleinkrebsen, mit zunehmender Größe kommen Mückenlarven, kleine Wasserschnecken und Kleinmuscheln hinzu. Adulte Molche ernähren sich in Gewässern von Bachflohkrebsen, Wasserschnecken, Wasserasseln sowie den Larven von Insekten und dem Laich und den Larven anderer Amphibien. An Land werden Regenwürmer, Schnecken, Asseln, Spinnen, Tausendfüßer und andere Wirbellose verzehrt.
Der Nördliche Bandmolch hat zahlreiche Fressfeinde, unter anderem Schlangen wie die Ringelnatter (Natrix natrix), Rabenvögel wie den Kolkraben und den Eichelhäher und Wasserspitzmäuse. Seine Larven werden von Fischen, Seefröschen, Wasserkäfern wie dem Gelbrandkäfer und Flusskrebsen gefressen.

## Gefährdung
Obwohl die Art im Kaukasus ein weites Verbreitungsgebiet besitzt, sind anscheinend nicht sonderlich viele Populationen vorhanden, welche darüber hinaus auch oft relativ klein sind. Daher ist für diese Populationen ein strenger Schutz nötig. Durch Schutzgebiete in Georgien und Russland scheint der Fortbestand der Art gesichert. Weitere Gefährdungen sind allerdings Verschmutzung von Gewässern, Entwässerung, Überweidung, Fischbesatz und Überbauung aufgrund der Ausdehnung von Kurorten.

## Belege

## Weblink
- Ommatotriton ophryticus in der Roten Liste gefährdeter Arten der IUCN 2013.1. Eingestellt von: Kurtuluş Olgun, Jan Willem Arntzen, Sergius Kuzmin, Theodore Papenfuss, Ismail Ugurtas, David Tarkhnishvili, Max Sparreboom, Steven Anderson, Boris Tuniyev Natalia Ananjeva, Yakup Kaska, Yusuf Kumlutaş, Aziz Avci, Nazan Üzüm, Uğur Kaya, 2008. Abgerufen am 20. November 2013.